# 谢荣增
谢荣增（1956年8月—），男，汉族，籍贯福建连城，生于福建福清，中国道士，现任中国道教协会副会长，福建省道教协会会长。第十二、十三届全国政协委员。